# Ralph Beilby
Ralph Beilby (1744–1817) foi um gravador britânico, trabalhando principalmente em prata e cobre.
Ele era filho de William Beilby, um joalheiro e ourives de Durham que mais tarde se mudou para Newcastle upon Tyne em busca de melhores oportunidades. Ralph tornou-se ourives, joalheiro e gravador de sinetes sob o comando de seu pai e dos irmãos mais velhos, Richard e William júnior . Além disso, tornou-se gravador de cobre para atender à demanda do então mercado do norte da Inglaterra. Sua placa "Thornton's Monument" na História de Newcastle de John Brand mostra sua habilidade nesse campo. Em 1767, Thomas Bewick foi aprendiz dele. Eles se tornaram parceiros 10 anos depois.
Os textos em A General History of Quadrupeds (1790) e History of British Birds : Land Birds (1797) de Bewick foram redigidos por Beilby e revisados por Bewick. De acordo com o relato de Bewick, Beilby queria que seu nome aparecesse em Land Birds como o único autor; no entanto, após a discordância de Bewick, nenhum deles foi nomeado o autor. A parceria chegou ao fim em 1797, após a publicação de Land Birds . Eles foram provisoriamente reconciliados em 1800, cooperando novamente em alguns projetos, incluindo a publicação de Figures of British Land Birds . Bewick saiu em defesa de Beilby quando este foi difamado em um suplemento da terceira edição da Encyclopædia Britannica publicada em 1801.